# Praktica B 200

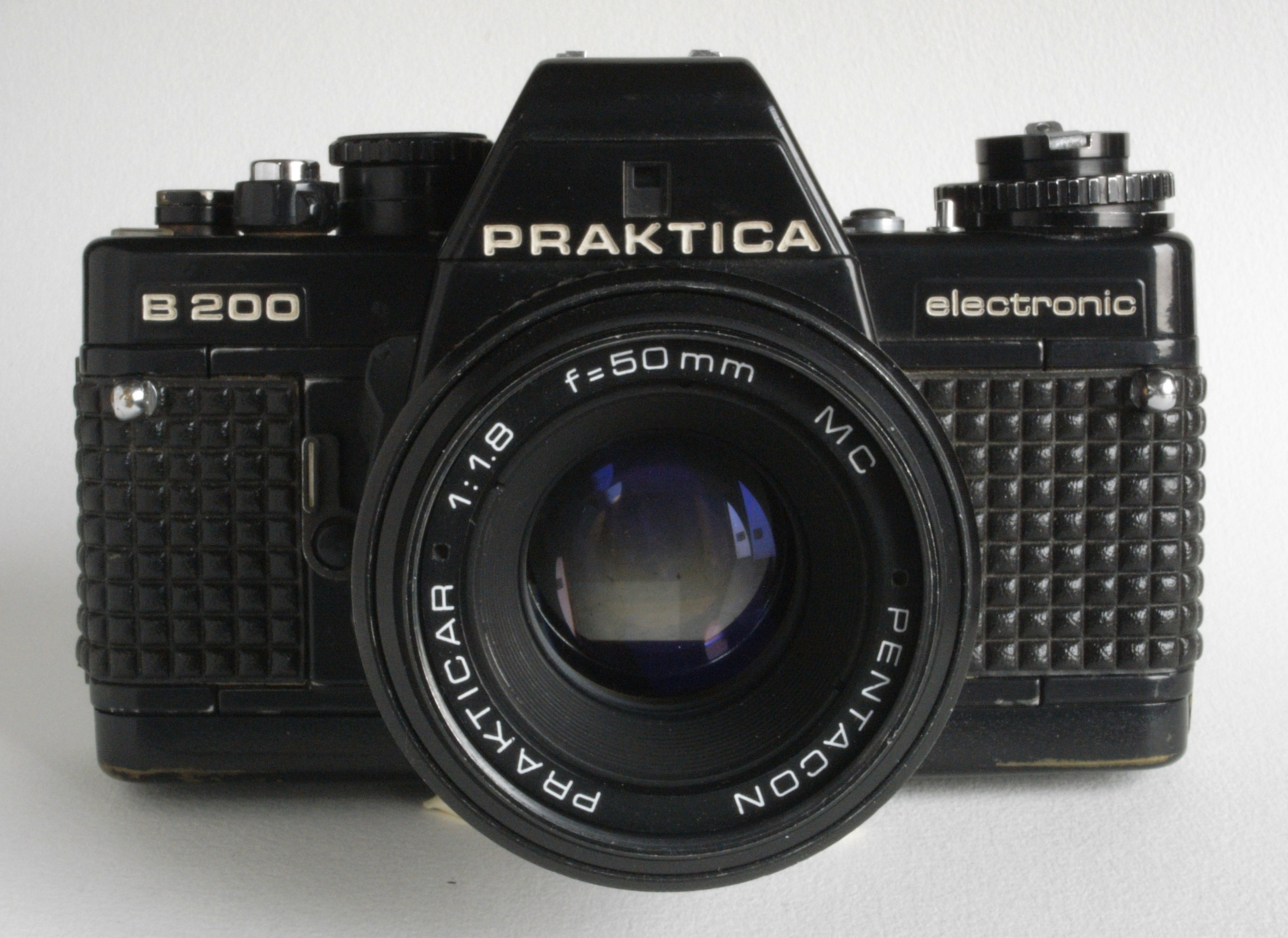
Praktica B 200

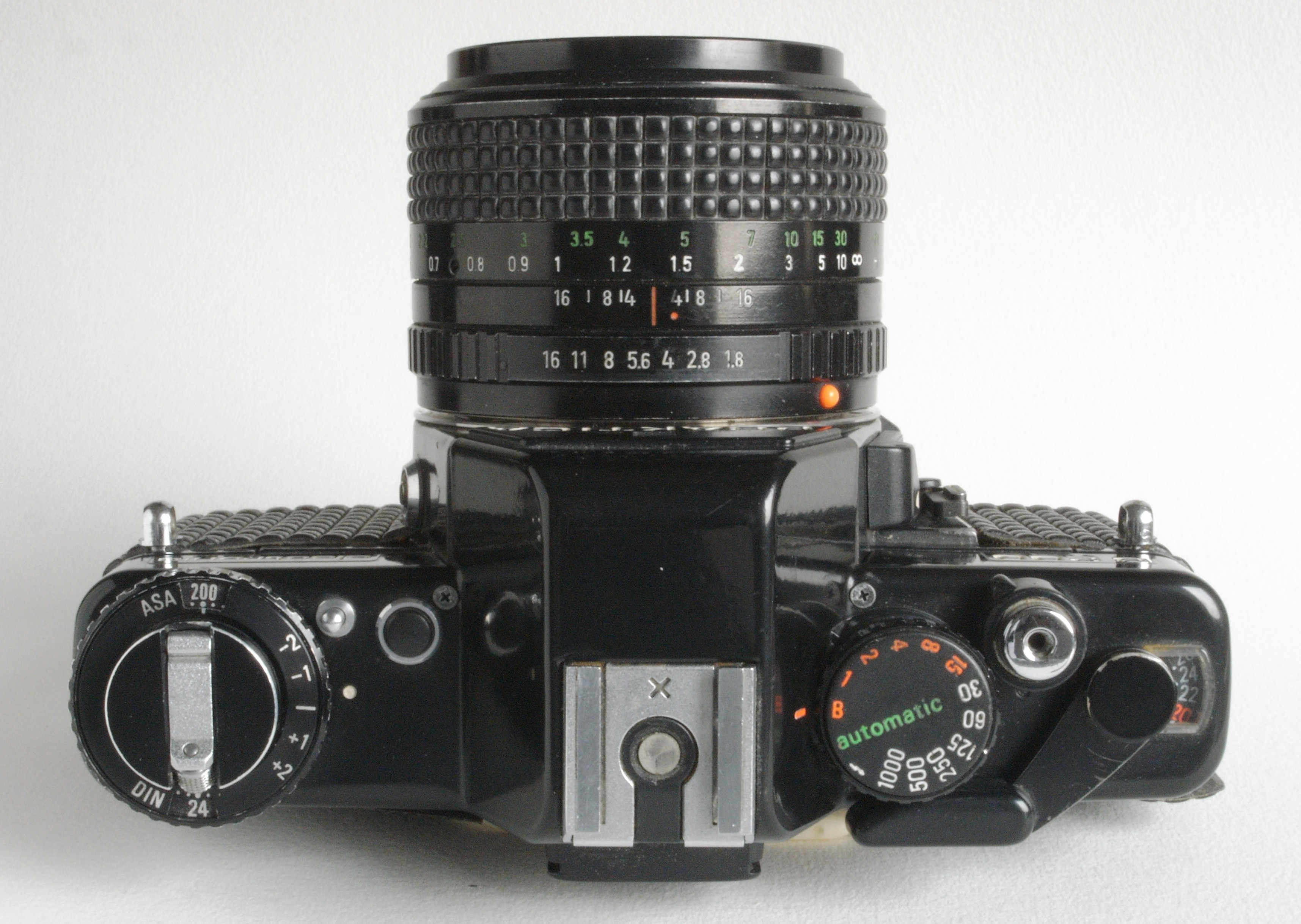
Draufsicht

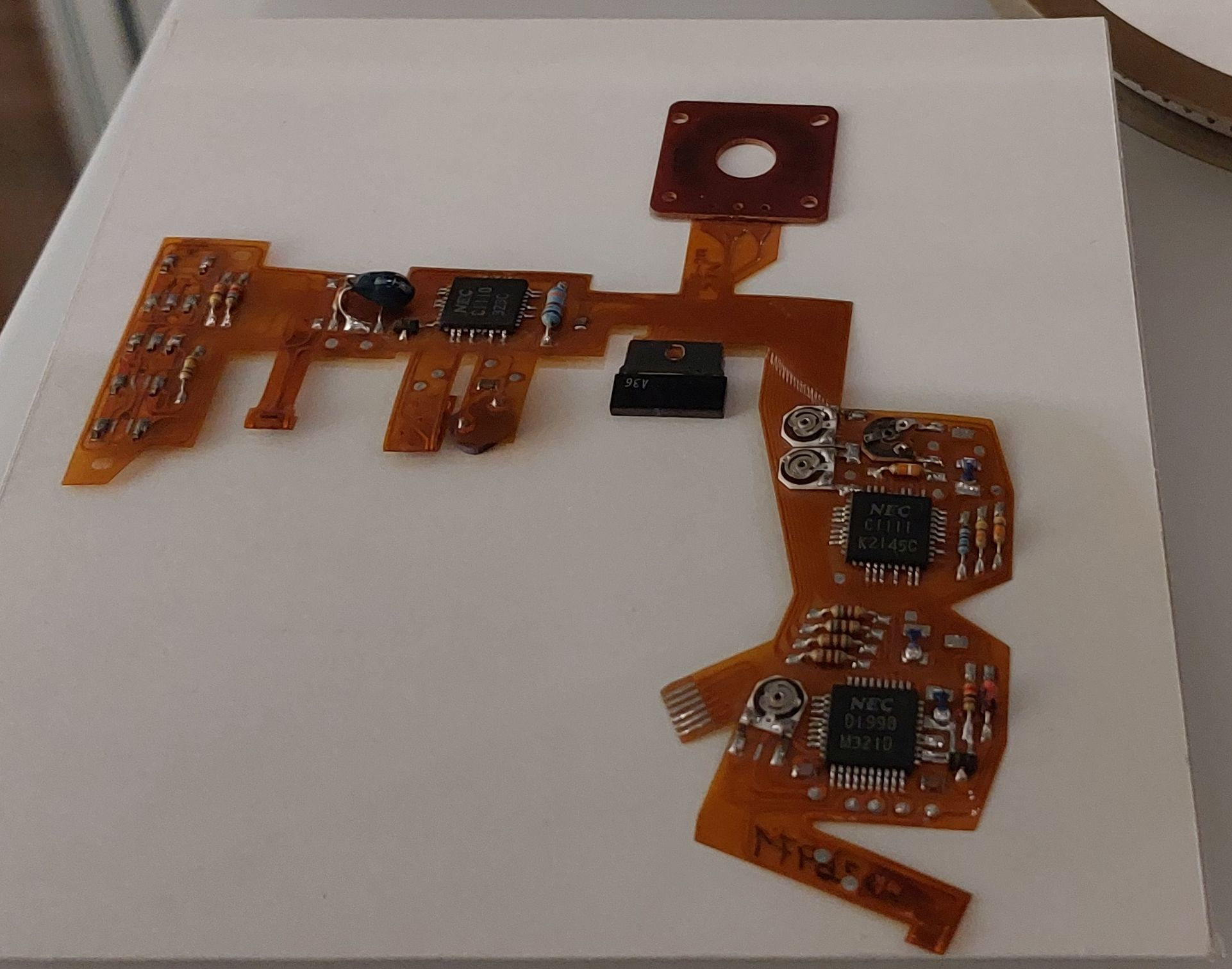
Elektronik der Praktika B 200 mit integrierten Schaltkreisen von NEC

Die Praktica B 200 ist die erste Kamera der Praktica-B-Reihe, einer Baureihe von Spiegelreflexkameras des Herstellers Pentacon, die statt des Schraubgewindes über einen Objektiv-Bajonett-Anschluss verfügte.
Die in der DDR gefertigten Kameras wurden auch ins Ausland außerhalb des Ostblocks exportiert. Sie wurde von Dezember 1979 bis August 1982 produziert. Während die chromfarbene Praktica BCX eine mit der Praktica B 200 technisch identische Modellvariante ist, ist die schwarze BCX eine Variation der Praktica BC 1. Beide BCX wurden für den Export nach Großbritannien hergestellt.
Das neue Kameradesign entstand im Gestalterbüro des VEB Kombinat Pentacon Dresden unter Leitung von Manfred Claus. 1979 verlieh das Amt für industrielle Formgestaltung anlässlich der Leipziger Frühjahrsmesse dafür die Auszeichnung Gutes Design, als verantwortliche Gestalter wurden Rolf Schreiber und Reinhard Voigt genannt.

## Technische Merkmale
- elektronisch gesteuerter Metalllamellenverschluss mit stufenloser Belichtungszeit zwischen 1/1000 und 40 Sekunden
- manuell einstellbare Zeiten: 1/1, 1/2, 1/4, 1/8, 1/15, 1/30, 1/60, 1/125, 1/250,1/500, 1/1000, mechanische Festzeit 1/90 Sekunde (zugleich Blitzsynchronzeit)
- Praktica-Bajonettanschluss, EDC (elektronische Blendenkontrolle) zur TTL-Belichtungsmessung mittels Gallium-Arsenid-Phosphid Fotodiode
- Filmempfindlichkeit einstellbar von ASA 12 - 3200 bzw. DIN 12 - 36
- Belichtungskorrektur um ±2 Blendenstufen einstellbar
- pentaprismischer Sucher mit 95 % Sichtfeld, dreifache Scharfstellmöglichkeit durch neuartigen Tripelmesskeil (Schnittbild), Mikroprismenring und Mattring, rote LEDs zur Anzeige der gewählten (blinkend) und gemessenen (konstant) Belichtungszeit, eingespiegelte Objektivblendenanzeige am unteren Sucherbildrand
- Belichtungsspeichertaste, mechanischer Selbstauslöser, Abblendschieber
- Blitzschuh und zusätzlicher koaxialer Blitzanschluss mit X-Synchronisation (1/90 s)
- Anschlussmöglichkeit für Motorwinder
- beim Öffnen der Rückwand rückstellendes Bildzählwerk, Auslösesperre
- Memohalter an der Kamerarückwand
- 4xLR44 Batterie (V 28PX, 6 Volt)
- Gewicht 530 Gramm